# Narancsvörös pókhálósgomba
A narancsvörös pókhálósgomba (Cortinarius malicorius) a pókhálósgombafélék családjába tartozó, Európában és Észak-Amerikában honos, fenyvesekben élő, nem ehető gombafaj. 

## Megjelenése
A narancsvörös pókhálósgomba kalapja 1,5-5 cm széles, alakja fiatalon domború vagy majdnem kúpos, később széles domborúan, széles harangszerűen vagy laposan (esetleg kissé benyomottan) kiterül. Felszíne száraz, selymes vagy finoman pikkelyes. Színe fiatalon sárgás-narancsos, gyakran olív árnyalattal; később narancsbarnává, fahéjbarnává sötétedik. A kalapbőr kálium-hidroxiddal vörös vagy vörösfeketés színreakciót ad. 
Húsa kemény, színe sárgásbarnás vagy olívszínű. Szaga retekszerű, íze kesernyés.
Sűrű lemezei tönkhöz nőttek. Színük eleinte narancsos, idősen faháj- vagy rozsdabarnává válnak. Fiatalon sárgás-narancsos, pókhálószerű kortina védi őket. 
Tönkje 2-7 cm magas és max. 1 cm vastag. Többé-kevésbé egyenletesen vastag. Felszíne száraz, selymes. Színe sárgás, narancsos hosszanti szálakkal; idősen töve olívbarnásan, barnásan színeződik. A tönkre tapadt kortina szálai rozsdabarna gallérzónát alkothatnak.
Spórapora rozsdabarna. Spórája ellipszis alakú, közepesen rücskös, mérete 6-7,5 x 4-4,5 µm. 

### Hasonló fajok
A mérges pókhálósgomba, a fahéjbarna pókhálósgomba, a sárgalemezű pókhálósgomba, a narancssárga-lemezű pókhálósgomba, a vérvörös pókhálósgomba hasonlíthat hozzá. Biztosan csak mikroszkóp alatt, kis spórái alapján lehet elkülöníteni. 

## Elterjedése és termőhelye
Európában és Észak-Amerikában honos. 
Fenyvesekben él (ritkán éger alatt is), inkább savanyú, nedves talajon, sokszor moha között. Nyártól ősz végéig terem. 

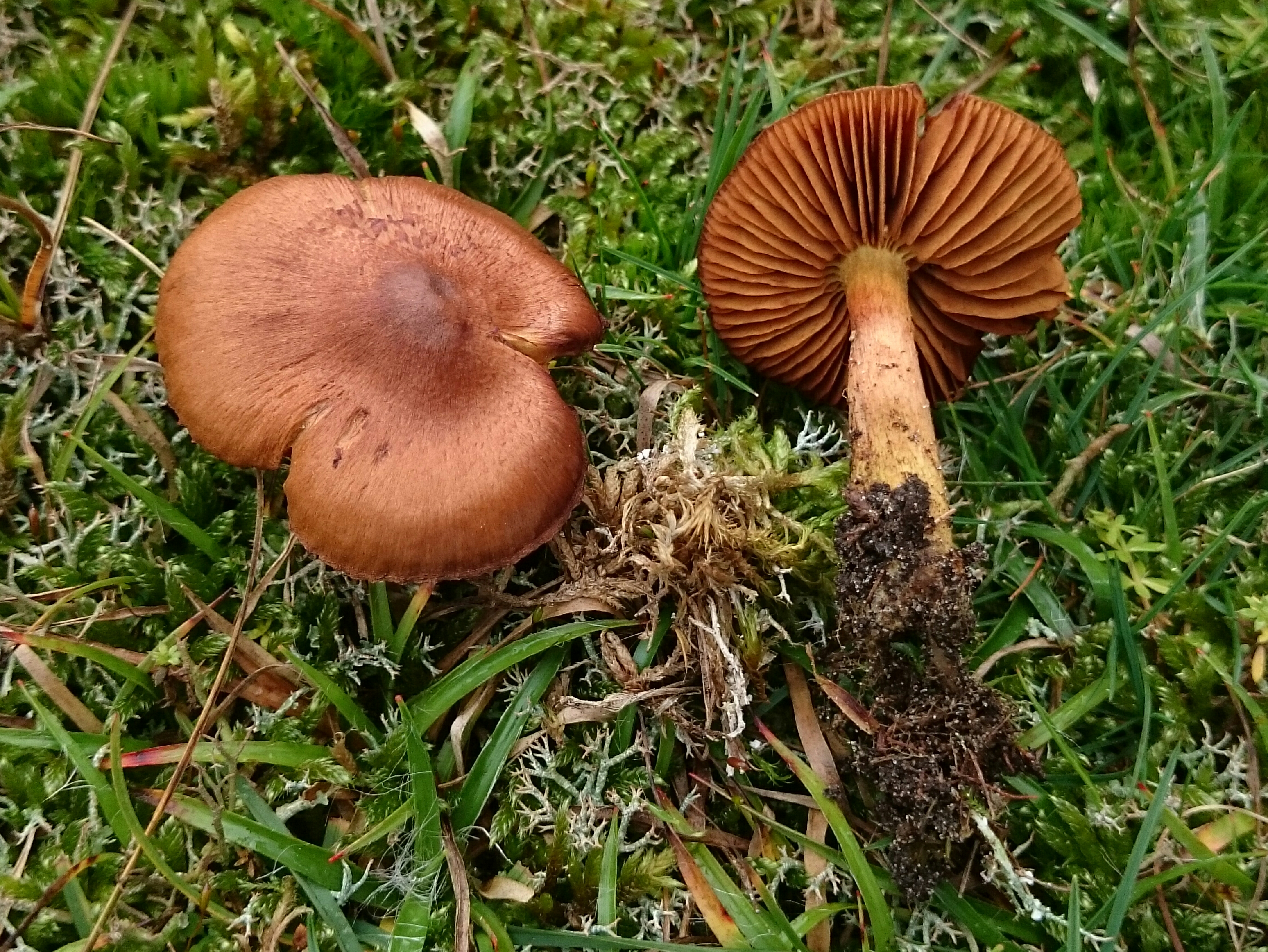
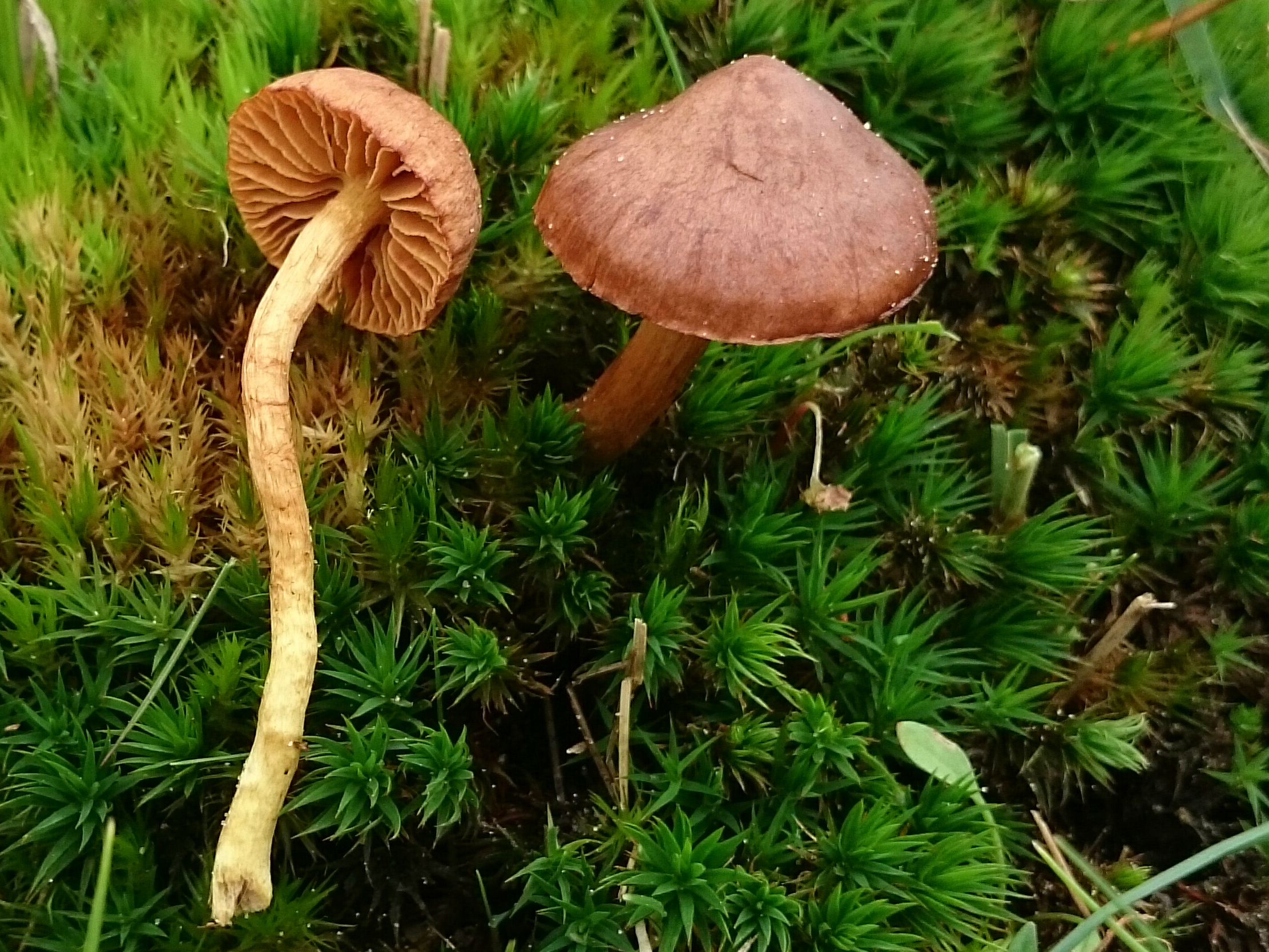
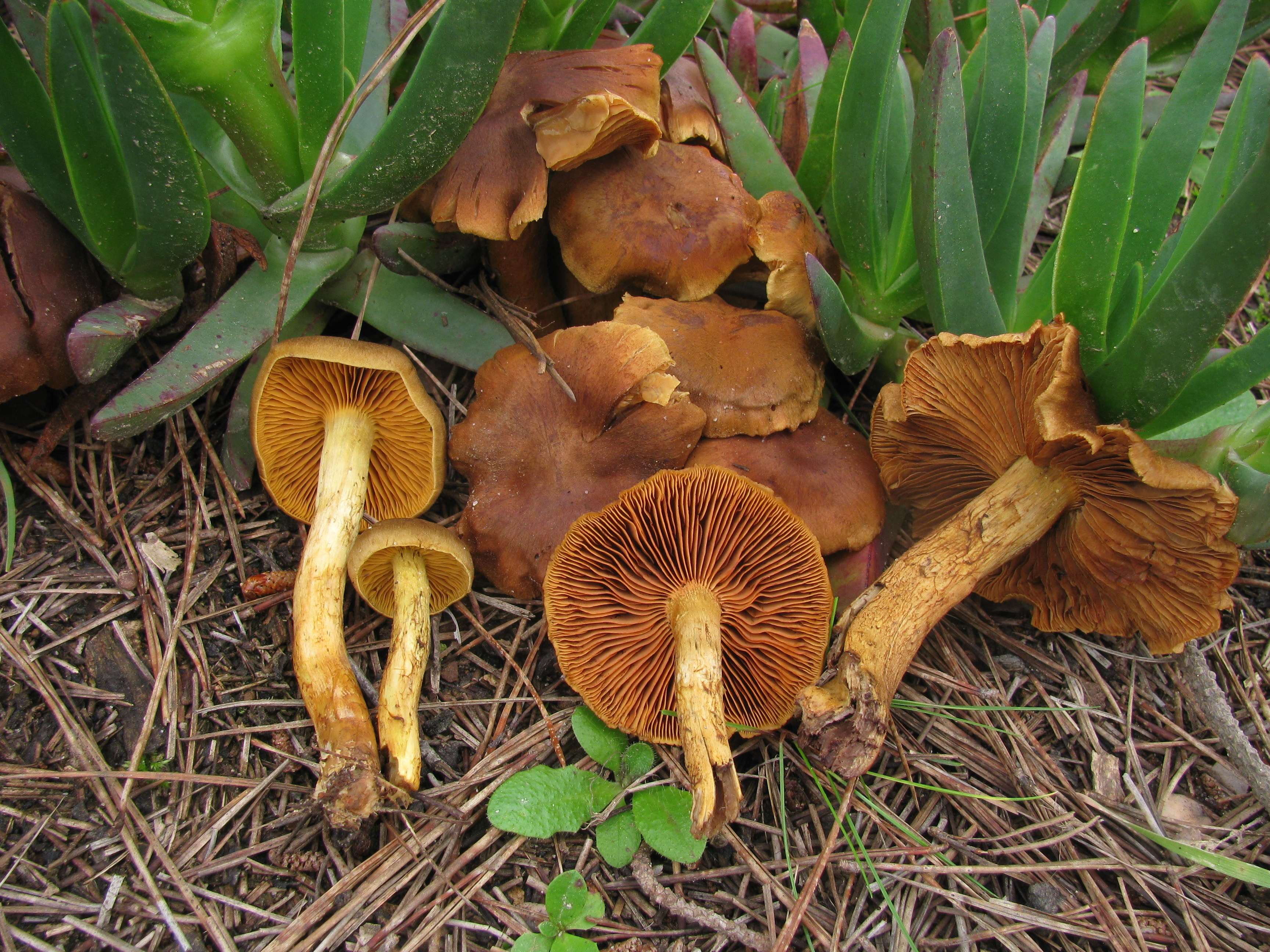
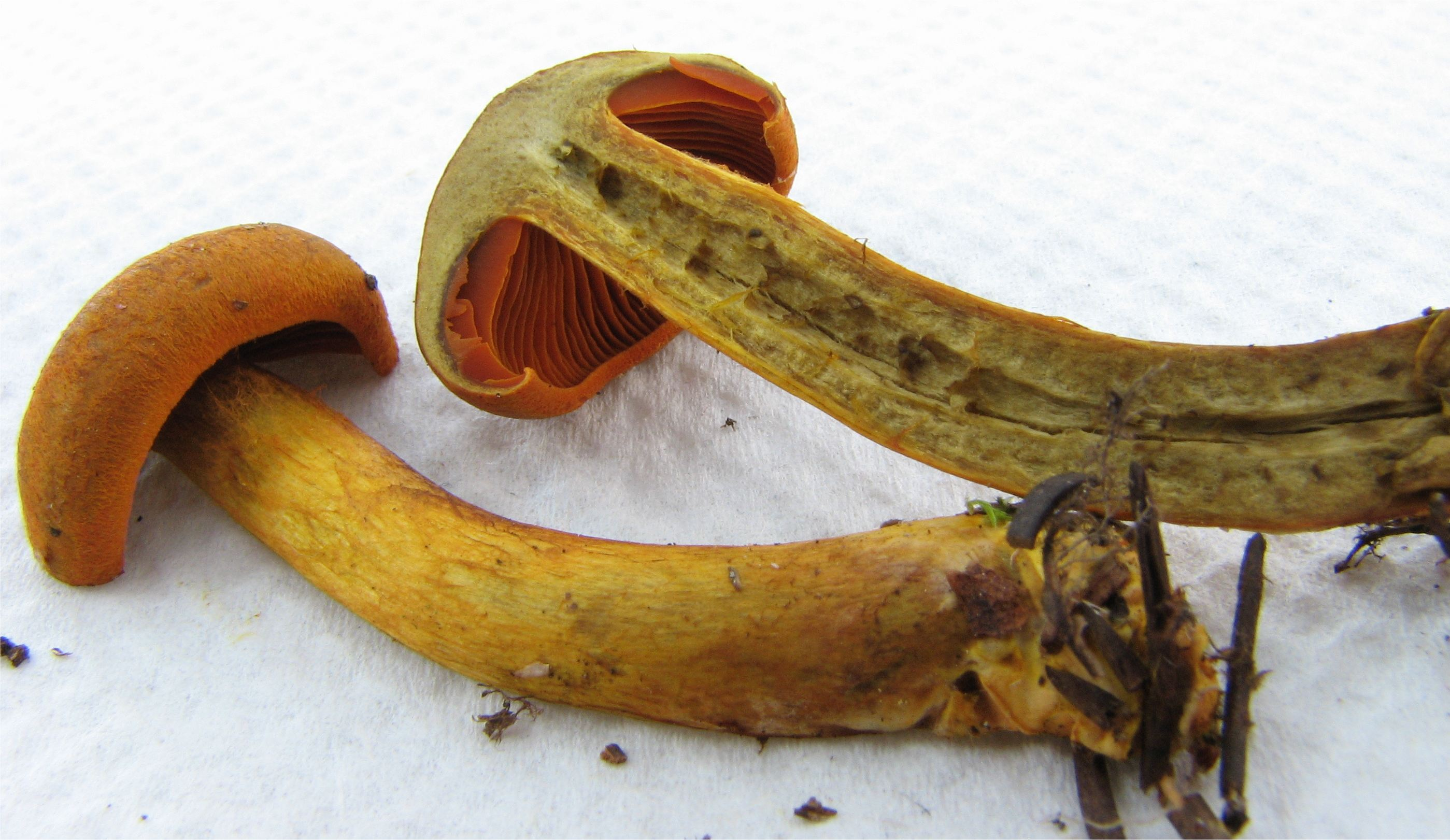
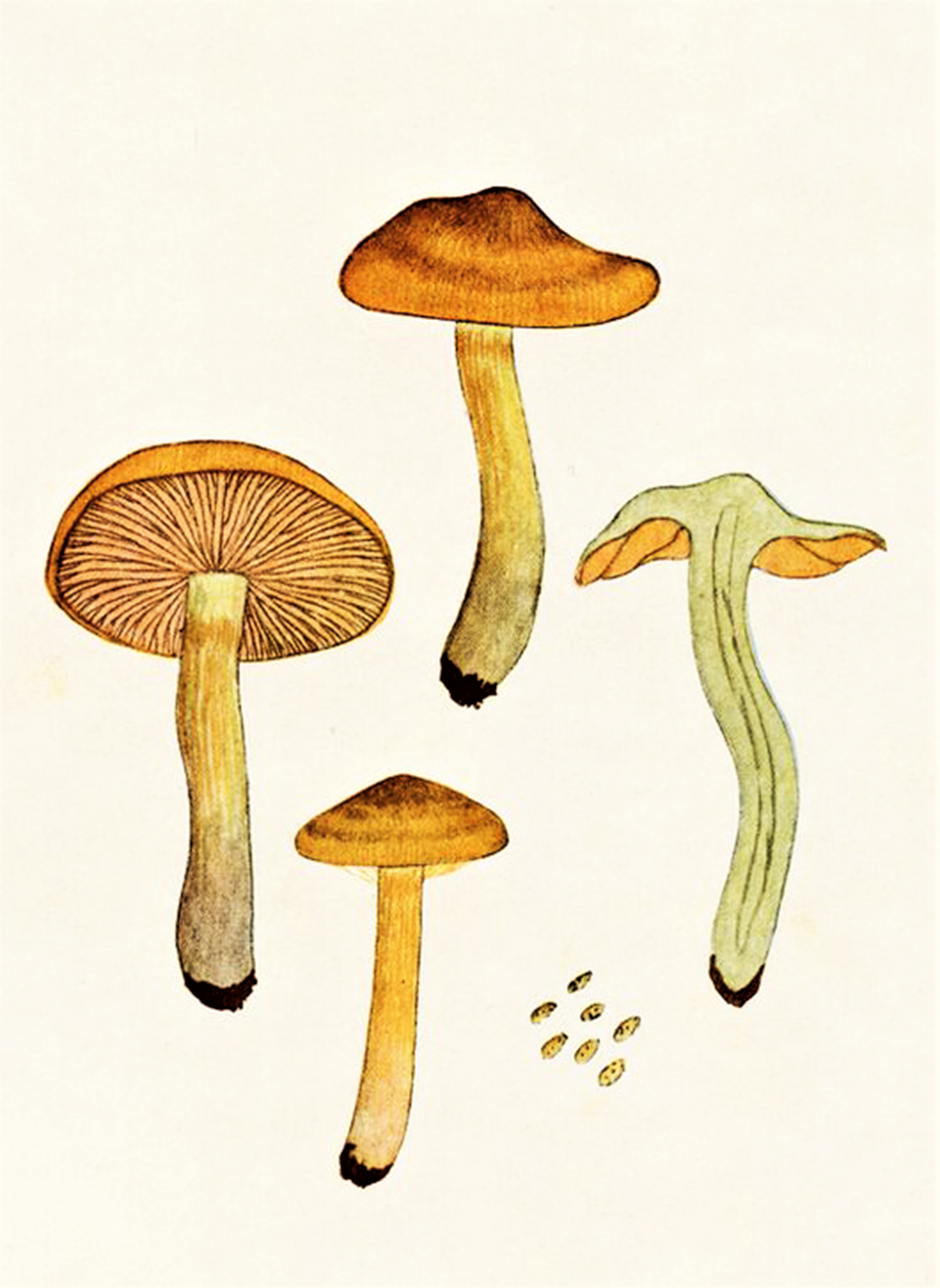

Nem ehető.